# Calde
Calde é uma povoação portuguesa sede da Freguesia de Calde do Município de Viseu, freguesia com 38,36 km² de área e 1271 habitantes (censo de 2021), tendo, por isso, uma densidade populacional de 33,1 hab./km².
Confronta a oeste com Ribafeita, a sul e sudoeste com Lordosa, a sudeste com Cepões, e a leste com Cota. A norte e nordeste confronta com a freguesia de Moledo do Município de Castro Daire, e a noroeste confronta com o lugar de Rio de Mel, da freguesia de Pindelo dos Milagres, no Município de São Pedro do Sul.
Fica situada na margem direita do Rio Vouga, na encosta da Serra da Arada, confinando com os Municípios de Castro Daire e São Pedro do Sul. Da freguesia fazem parte as povoações de Almargem, Cabrum, Calde, Paraduça, Póvoa, Várzea e Vilar do Monte.

## Demografia
A população registada nos censos foi:
| Distribuição da População por Grupos Etários | Distribuição da População por Grupos Etários | Distribuição da População por Grupos Etários | Distribuição da População por Grupos Etários | Distribuição da População por Grupos Etários |
| -------------------------------------------- | -------------------------------------------- | -------------------------------------------- | -------------------------------------------- | -------------------------------------------- |
| Ano                                          | 0-14 Anos                                    | 15-24 Anos                                   | 25-64 Anos                                   | > 65 Anos                                    |
| 2001                                         | 234                                          | 228                                          | 800                                          | 385                                          |
| 2011                                         | 136                                          | 167                                          | 735                                          | 431                                          |
| 2021                                         | 84                                           | 100                                          | 551                                          | 536                                          |

## Toponímia e história
O topónimo Calde provém do genitivo antroponímico “Calidus”, referindo-se a um senhor de uma “villa Callidi”, sofrendo as naturais evoluções fonéticas, derivando em “Cáldi”. Esta última designação prevaleceu até ao século XIII, pelo menos. Também os topónimos dos lugares da Freguesia de Calde reflectem a influência dos povos primitivos, como os árabes, cujo exemplo mais evidente é o topónimo “Almargem”, sem provar o arabismo local. A invasão muçulmana deverá ter alterado profundamente toda a região, dando origem a uma relativa estagnação de crescimento demográfico da “villa”.[carece de fontes?]
A freguesia de Calde, cujo povoamento deverá remontar à época romana, foi honra de fidalgos medievais. No eclesiástico, nada de concreto se conhece sobre a fundação da paróquia de Santa Maria de Calde, porém, alguns autores defendem que, tal como em Viseu e todo o seu termo, deverá remontar aos tempos da cristianização suevo-visigótica;  pertenceu à paróquia de S. Pedro de Lordosa até ao século XVI, organizando-se a partir daí como paróquia independente. Por esta razão, o vigário de Lordosa representava o cura de Calde.
A povoação de Calde aparece nas Inquirições do século XIII, ainda com a denominação de “Caldi” ou “Caldy”, pelo que se coloca a questão: Porque é que D. Manuel I, ao conceder foral a esta terra em 24 de Julho de 1515, a chamou de Caldas do Couto de Lafões, para depois voltar a chamar-se de Calde? Poderá ter sido denominada, Caldas para claramente referir a temperatura das águas termais locais? Pois de facto, a julgar pelas terras reguengas mencionadas no referido Foral Novo, este foi na realidade atribuído à Freguesia de Calde.

## Património

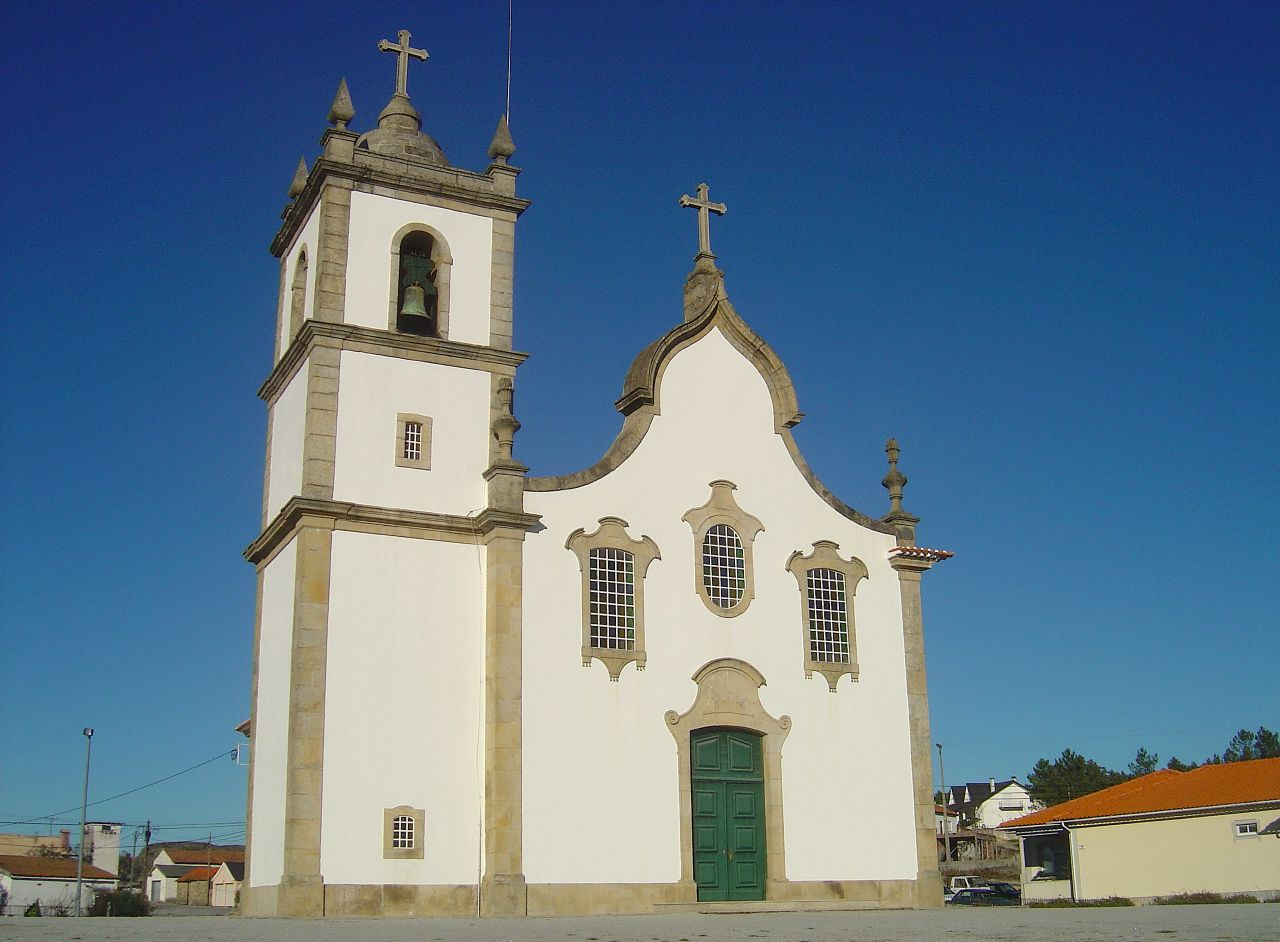
Igreja de Calde

Esta Freguesia apresenta como património cultural e edificado:
- Igreja Paroquial, na Póvoa de Calde, que no ano 2002, completará um século de existência
- Capela de S. Francisco, em Várzea;
- Capela de Almargem e a antiga Igreja Paroquial, na povoação de Calde, que oferece uma rara beleza interior em talha dourada, monumentos estes que merecem uma demorada visita.

São de realçar ainda as várias sepulturas cavadas na rocha, as lagaretas árabes, em Calde, Paraduça e Póvoa, alguns cruzeiros em granito, azenhas, alminhas, poldras, a Ponte Moreno em Paraduça sobre o rio Vouga e ainda o lugar da Fonte Santa.

## Economia
No aspecto económico, a Freguesia encontra-se em expansão, favorecida pela implantação da indústria, mais exactamente, a de transformação de madeiras e granitos, a de construção civil, a de azeite, a de aguardente e a de móveis. No entanto, as actividades mais tradicionais, como a apicultura, a agricultura e a pecuária, continuam a pertencer ao conjunto das actividades económicas mais importantes para o desenvolvimento local. É de realçar ainda o renascer da cultura do linho, na povoação de Várzea, actividade esta bem representada pelo seu Grupo Etnográfico de Cantares do Linho.

## Equipamentos
- Museu Etnográfico da Várzea de Calde/Núcleo museológico Casa da Lavoura e Oficina do Linho[6]
- Escola EB1 de Calde
- Jardim Infantil da Várzea de Calde
- Lar Residencial "O Conforto"
- Campo de Jogos
- Albergue dos Caminhos de Santiago - a funcionar na Escola do 1º Ciclo do Ensino Básico de Almargem
- Cemitério de Calde
- Cemitério de Póvoa de Calde

## Associativismo
- Associação Social, Cultural, Desportiva e Recreativa de Calde
- Associação Social, Cultural, Desportiva e Recreativa de Paraduça
- Associação Cultural e Recreativa de Almargem
- Associação Cultural e Recreativa de Várzea

## Figuras Ilustres
Uma figura conhecida ligada a Calde é Valentim Loureiro, filho de um respeitado proprietário de terras agrícolas e florestais e comerciante, Joaquim Loureiro, e de sua mulher, Laurinda dos Santos Loureiro.